# Джапуа, Батал Рушниевич
Батал Рушниевич Джапуа (род. 28 марта 1963, г. Сухум) – советский и абхазский художник театра и кино, график, живописец, член Союза Художников Абхазии и Союза художников России, заслуженный художник Адыгеи (2003), лауреат премии им. Д. И. Гулиа, писатель. Народный художник Республики Абхазия (2023).
Автор первых монет Республики Абхазия.
Один из создателей национального этнографического парка "Апсны" в селе Мгудзырхуа Гудаутского района.
Живописные и графические работы хранятся в Национальной картинной галерее Абхазии и в частных коллекциях во многих странах мира: Англии, Германии, Голландии, Турции, Хорватии.  

## Биография
В 1973–1977 учился в Сухумском  художественной школе.
В 1977–1980 обучается  в Сухумском художественном училище.
В годы обучение одновременно трудится художником-декоратором Абхазского государственного драматического театра.
В 1980–1985 учился в Ленинградском институте театра, музыки и кинематографии, получил специальность «художника-технолога театра и кино».
В 1985–1990 работал главным художником, а в 1990–1992 – директором  и главным  художником  в Сухумском государственном  русском театре юного зрителя.
В 1986–1987 служил в рядах СА.
В 1992 добровольно стал служить в ОП ВВ МВД РА.
В 1992–1993 принимал активное участие в грузино-абхазском конфликте. В начале войны, в разное время, был командиром разведывательно-диверсионной группы, роты, батальона, полка.
В конце 1992 был избран и утверждён начальником штаба Восточного 283 фронта.
В этой должности и в звании «подполковника» закончил войну в 1993 году.
В 1993–1995 работал главным  художником театра юного зрителя и одновременно преподавал сценографию и историю костюмов народов мира в театральной студии при театре.
В 1995–1996 являлся руководителем аппарата президента Республики Абхазии  В. Г. Ардзинба, в 1996–2000 – директор ООО «Стиль».
В 2009 вступил в Союз Художников Абхазии.
В 2018 году награжден премией «Лучший художник года» Союза художников Абхазии.
В 2020 году  озвучивает  идеи организации выставок в стенах здания  будущей Национальной картинной галереи Абхазии, в 2021 реализует проект.
Живет и работает в Сухум.

## Творчество
Оформил более пятнадцати спектаклей и десяти концертов и конкурсов в Абхазии и в разных гг. России.
В 1998 и 2003 оформил в г. Сухум парад, посвященный пятилетию и десятилетию празднования победы в грузино-абхазском конфликте (1992–1993).
Впервые в истории Абхазии создаёт серии абхазских  марок «Абхазский мужской национальный костюм конца XVIII – начала XIX вв».
Оформил и иллюстрировал книги М. Т. Ласуриа «Отчизна», В. Д. Амаршан «Царь Леон», С. 3. Лакоба «Асланбей».
Впервые в истории Абхазии по эскизам Батала выпущена серия государственных денежных знаков из четырёх монет разного достоинства, из золота и серебра.
Автор книги «Фронт восходящего солнца». Книга посвящена хронике боевых действий грузино-абхазской войны (1992–1993).
В 2021 году монета, автором которой является Батала заняла второе место в международном конкурсе, где  Национальный Банк Республики Абхазии представил памятную монету, посвященную 75-й годовщине Победы в Великой Отечественной войне. Монета заняла второе место в номинации "Лучшее художественное решение" и  выполнена на основе известной фотографии Семена Короткова "Скорбящая мать", на которой изображена абхазская женщина Маруща Пачулия.

## Государственные награды
В 2001 удостоен премии им. Д. И. Гулиа в области искусства за научно-технологическое восстановление раннесредневекового, кованого оружия.
В 2003 получил звание «заслуженный художник Адыгеи».
За боевые заслуги награждён орденом Леона.
В 2023 году награждён званием «Народный художник Республики Абхазия».

## Выставки
В 2003 и 2008 провёл две персональные выставки, представил живопись и графику.
С 1986 постоянно участвует во всех городских и республиканских выставках живописи, графики, декоративно-прикладного искусства, организуемых Союзом Художников Абхазии.
Участник совместных выставок абхазских и российских художников в Сочи, Москве.

## Избранная библиография
Фронт восходящего солнца. Сухум, 2008.